# Cecilia Herrero
Cecilia Herrero Zardoya (Soria, 1899-Madrid, 14 de abril de 1999) fue una profesora e investigadora española destacada en los ámbitos de la lingüística y de la paleografía. Fue la primera profesora del Instituto de Soria, actual Instituto Antonio Machado.  

## Trayectoria
Nacida en Soria y hermana del poeta Bernabé Herrero Zardoya, estudió la licenciatura de Filosofía y Letras en la Universidad Central de Madrid. Durante este periodo, vivió en la Residencia de Señoritas y se especializó en el campo de la paleografía, escribiendo en medios especializados como la Revista de Archivos, Bibliotecas y Museos, donde publicó en 1920 un artículo sobre la letra visigoda en los reinos pirenaicos. En 1921, se licenció en Lenguas Clásicas y Semíticas.
El 7 de enero de 1929, Herrero fue nombrada Ayudante Interina de Letras del Instituto de Soria con sueldo de 1.500 pesetas, convirtiéndose así en la primera profesora de dicha institución. Su labor dentro del Instituto fue intermitente, ya que fue cesada el 30 de septiembre de ese mismo año y se reincorporó al Instituto en octubre de 1931 como Encargada de Curso de Literatura. También fue profesora en el Instituto Manzanares de Soria.
Debido al traslado a Madrid de su marido, el periodista y archivero José Tudela, Herrero abandonó su puesto y se trasladó a la capital. Allí fue nombrada profesora de Latín y Psicología en el Instituto de Bachillerato Cervantes. El 24 de julio de 1933, Herrero consiguió la plaza en dicho centro como profesora de Lengua y Literatura tras los cursillos de Selección y Perfeccionamiento, obteniendo el puesto número 50 en la fase de oposición.
Con la llegada del franquismo y la creación de las comisiones de depuración, se le abrió un expediente que finalizó con la confirmación de su cargo y la exención de responsabilidades. Debido a esto tuvo que esperar hasta diciembre de 1941 para que se le concediera el título profesional de profesora adjunta, llegando a formar parte del Cuerpo de Profesorado Adjunto Numerario. A partir de esta fecha, continuó con la docencia en la segunda enseñanza de Lengua y Literatura.
Murió en Madrid el 14 de abril de 1999.

## Obra

### Ensayos
- 1920 – La letra visigoda en los reinos pirenaicos. En: Revista de archivos, bibliotecas y museos. 1871 - 1979. Nº 10-12. Año XXIV de octubre a diciembre de 1920. pp. 507-512. ISSN 0034-771X.
- Cómo y cuándo el castellano adquiere la supremacía respecto a otras lenguas penisulares.

## Reconocimientos
En 2020, fue incluida dentro del proyecto “Mujeres Investigadoras en los Archivos Estatales (1900-1970)” para la descripción archivística y creación de un micrositio específico en el Portal de Archivos Españoles (PARES), desarrollado entre 2020-2023. Este proyecto ha sido impulsado por la Subdirección General de Archivos Estatales, con el objetivo visibilizar la labor de investigación realizada en España por las mujeres en el intervalo 1900-1970 partiendo de los registros documentales que se conservan en los Archivos de Gestión de los AAEE del Ministerio de Cultura (el Archivo Histórico Nacional, el Archivo de la Corona de Aragón, el Archivo General de Simancas, el Archivo General de Indias, el Archivo de la Real Chancillería de Valladolid, el Archivo General de la Administración y el Centro de Información Documental de Archivos).